# Flock
Flock (англ. «натовп») — безкоштовний вебоглядач з відкритим програмним кодом, створений на основі Chromium, позиціонується як перший соціальний вебоглядач. Спроєктований для роботи в соціальному вебі і з так званими сервісами Web 2.0.
Ранні версії Flock використовували браузерний рушій Gecko від Mozilla. Версія 2.6.1, випущена в липні 2010 року, була останньою версією, заснованою на Mozilla. У січні 2011 компанія Zynga купила Flock Inc.
Починаючи з версії 3, Flock заснований на Chromium і використовує рушій WebKit. Flock доступний для безкоштовного завантаження, і підтримує платформи Microsoft Windows, Mac OS X, Linux і FreeBSD.

## Браузер на базі Gecko
Як і Firefox мав потрійне ліцензування: MPL, GPL, LGPL.

## Особливості
- Розширені можливості пошуку в веб
- Інтеграція з сервісами Flickr та Photobucket для публікації, наприклад, зображень
- Інструменти для роботи з блогами
- Розширені засоби роботи з RSS
- Вбудована підтримка сервісів delicious і Shadows дозволяє зберігати закладки в мережі
- Для ключових слів використовується сервіс Technorati
- Розширений «drag-and-drop» дозволяє перетягувати елементи керування браузера й елементи вебсторінок